# Monestir de Ciuflea
El Monestir de Ciuflea (històricament anomenat Església de Sant Gran Màrtir Teodor Tirón), és un monestir de monges a Chisinau, República de Moldàvia. És un monument arquitectònic d'importància nacional, inscrit al Registre de monuments d'història i cultura de Chisinau.
A l'època soviètica, durant molt de temps (inicis de la dècada de 1960 - finals de la dècada de 1980) el santuari va ser l'única església ortodoxa de Chisinau on es celebraven els serveis. El monestir és un monument arquitectònic d'importància nacional, sent introduït al "Registre de monuments d'història i cultura de Chisinau", per iniciativa de l'Acadèmia de Ciències de Moldàvia.
Va ser construït als afores de Chisinau, anomenada Mălina Mică, on la ciutat arribava als últims carrers. La catedral del monestir va ser construïda entre 1854-1858 pels germans Teodor (1796-1854) i Anastasie (1801-1870) Ciufli. És un temple de pedra blanca amb nou cúpules daurades. El primer rector del lloc sant va ser l'arquebisbe Ioan Butuc. L'any 1962 l'església "St. M. Mc. Teodor Tiron" es va convertir en la Catedral Episcopal, el rector va ser nomenat l'arxipreste Valentí Dumbravă. Després de la seva mort, el 1968, el rector esdevingué l'arxipreste Gheorghe Mușcinschi. L'any 1962 s'iniciaren les obres de reparació de la capital de la Catedral, essent les epitropies de l'església els iniciadors: Gordei Cotlearenco (1970-1972) i Alexandru Gurschi (1972-1990). La restauració del mural malmès la va fer el pintor AI Burbela. La pintura va ser executada a l'estil Vasnetsov.
El 17 de juliol de 2002, a petició de la comunitat monàstica i l'informe del Metropolita Vladimir, el Sant Sínode de l'Església Ortodoxa Russa va beneir la concessió de l'estatus de monestir. El 8 d'agost de 2002, dia de record de Sant M. Mc. i Sanador Pantelimon, el Monestir va rebre el Certificat d'empadronament núm. 1652, emès pel Servei Estatal de Cultes i signat pel director del Servei, Serghei Iațco. Per Decret Metropolità, en el càrrec de clergue-administrador del monestir de nova creació va ser beneït l'arxipreste Metròfor Teodor Roșca, que va exercir aquí com a chelar (1992-1994), adjunt rector (1994-1998) i rector (1998-2002) de l'antiga catedral. Amb el temps es van portar al monestir múltiples icones considerades miracles, però també relíquies dels sants.

## Característiques
El monestir està subordinat a l'Església Metropolitana de Moldàvia i, com tots els monestirs de la República de Moldàvia, és d'estil vell. Els oficis es fan segons el típic monestir: al vespre i al matí, cada dia.
Fins ara, a més de la catedral del monestir, s'ha acabat la construcció del bloc social-administratiu del monestir, que inclou: l'església d'hivern "Sants arcàngels Miquel i Gabriel"; cel·les per a monges i dones obedients; Museu d'Art de l'Església; la cuina; trapezi; roba; el recinte i les altres estances, necessàries per a la vida i activitat monàstica.

## Galeria d'imatges

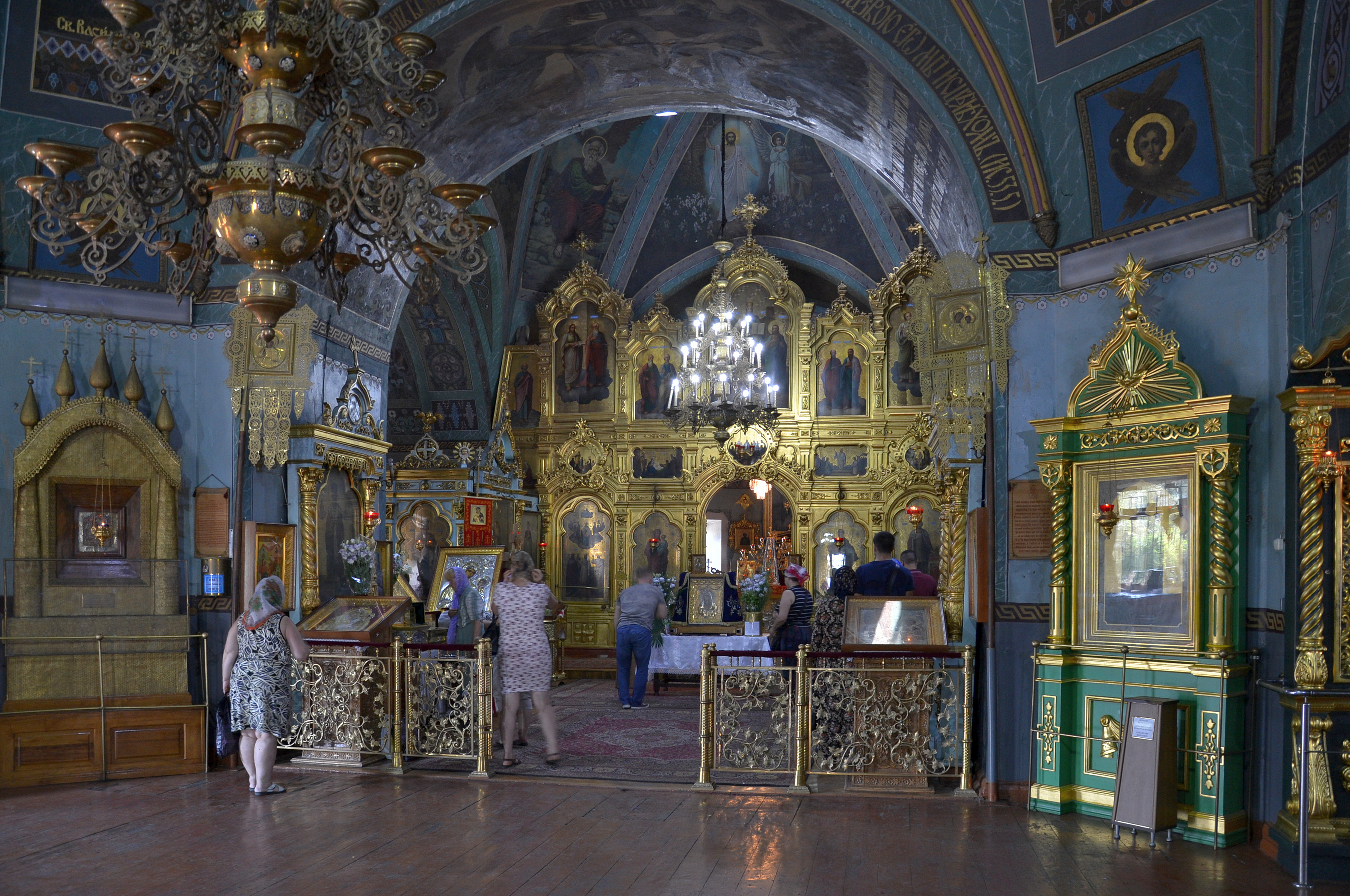
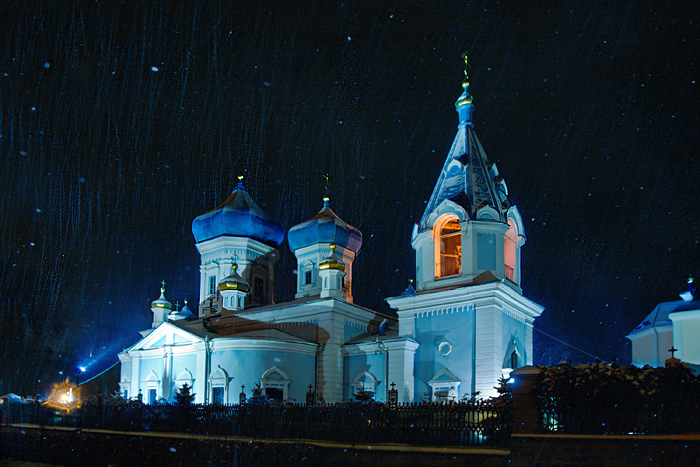
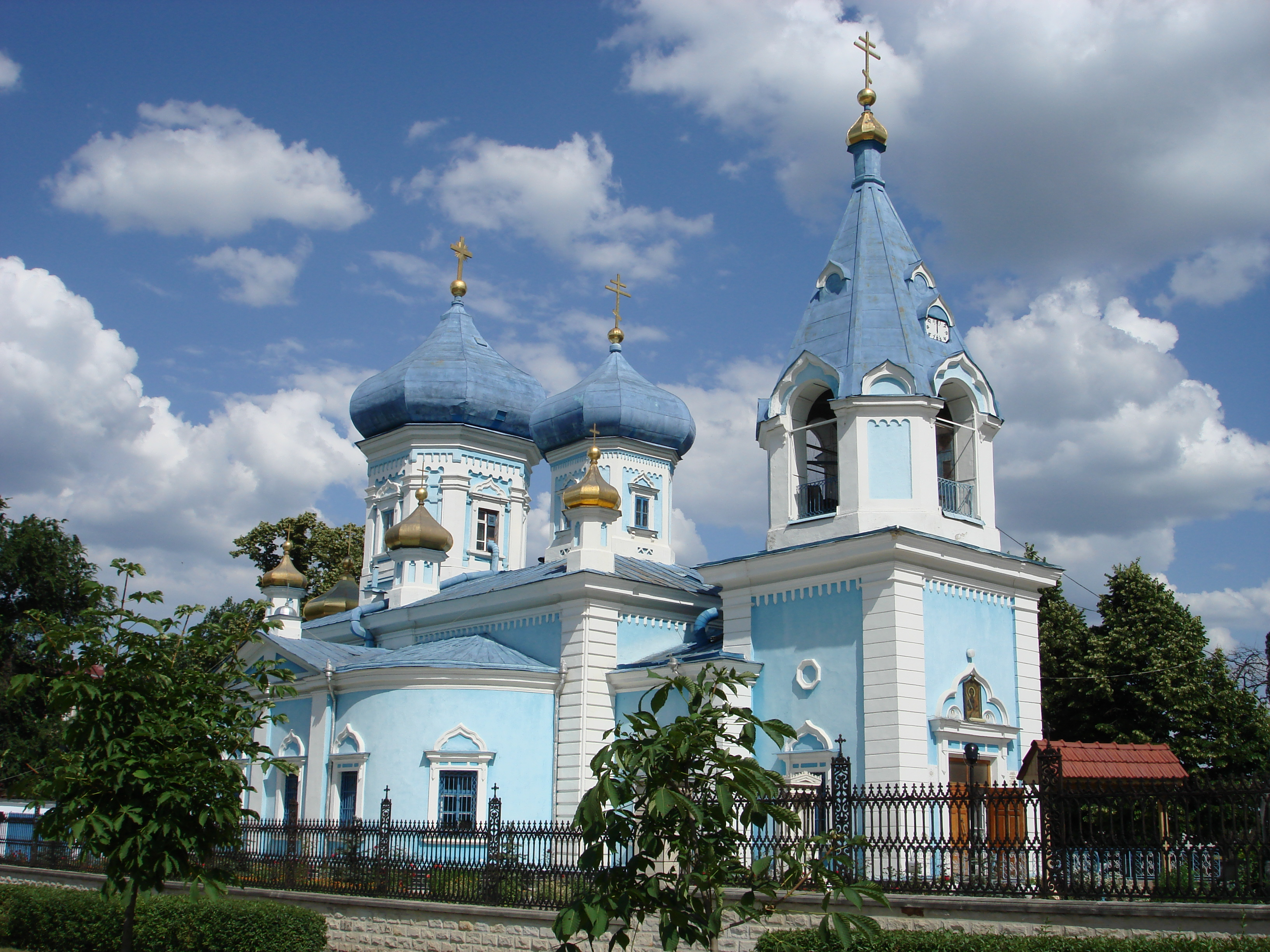